# گروگان‌گیری

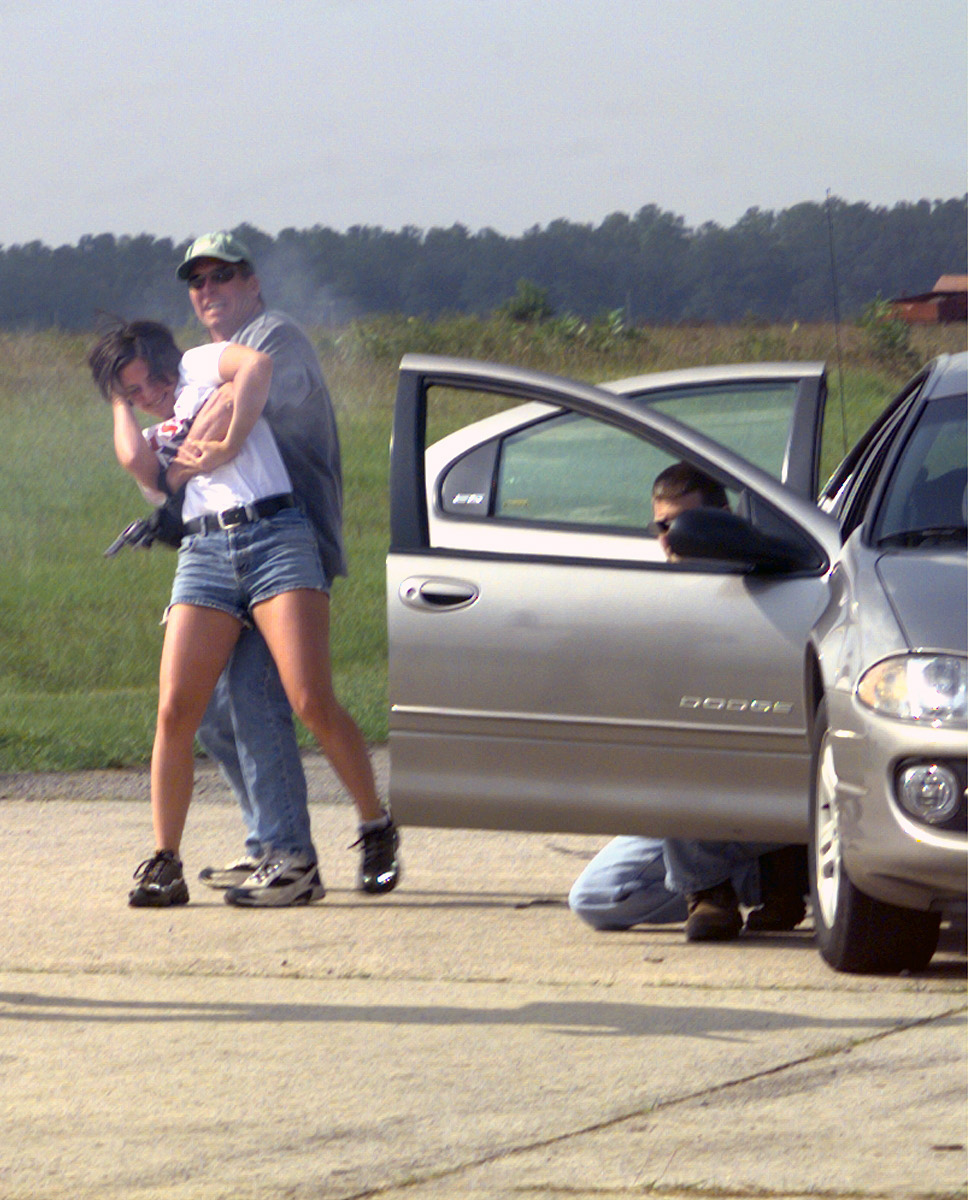
نیروهای امنیتی روسیه در تمرین با پلیس کارولینای جنوبی برای مبارزه با گروگان‌گیری

گروگان‌گیری به عملی گویند که در آن فرد یا گروهی به منظور اخذ، معاوضه، یا نیل به اهدافی اقدام به نگهداری غیرقانونی افرادی دیگر می‌کنند.

## شیوه‌های تاریخی
این سابقه طولانی استفاده سیاسی و نظامی نشان می‌دهد که مقامات یا ژنرال‌های سیاسی به‌عنوان تضمین حسن نیت در اجرای تعهدات، از نظر قانونی موافقت می‌کنند که یک یا معمولاً چند گروگان را در اختیار طرف مقابل قرار دهند. این تعهدات در قالب امضای یک معاهده صلح در دستان پیروز یا حتی مبادله گروگان‌ها به عنوان تضمین متقابل در مواردی مانند آتش‌بس خواهد بود. قدرت‌های بزرگ مانند روم باستان و قدرت‌های استعماری اروپایی به‌ویژه بسیاری از این گروگان‌های سیاسی را دریافت می‌کنند، اغلب فرزندان نخبگان، حتی شاهزاده‌ها یا شاهزاده‌هایی که عموماً بر اساس رتبه‌شان رفتار می‌شود و در درازمدت مورد استفاده ظریف قرار می‌گیرند. به آنها تحصیلات نخبه گرایانه یا احتمالاً تغییر دینی داده می‌شود. این در نهایت از نظر فرهنگی آنها را تحت تأثیر قرار می‌دهد و راه را برای یک خط سیاسی دوستانه باز می‌کند اگر آنها پس از آزادی به قدرت برسند.
گروگان‌گیری بسیار قدیمی است و همواره در مذاکرات با کشورهای فتح شده و در مواردی مانند تسلیم شدن، آتش‌بس و مواردی از این قبیل که دو متخاصم به حسن نیت یکدیگر وابسته بوده‌اند، استفاده می‌شده‌است. رومیان عادت داشتند پسران شاهزادگان خراج گزار را بگیرند و آنها را در روم آموزش دهند، در نتیجه امنیت تداوم وفاداری ملت تسخیر شده و همچنین القای یک فرمانروای احتمالی آینده با ایده‌های تمدن روم بود. این عمل همچنین در سیستم خراجی امپراتوری چین، به ویژه بین دودمان هان و تانگ، رایج بود.
این رویه همچنین در دوره اولیه حکومت شرکت در هند و توسط فرانسه در طول استعمار فرانسه در شمال آفریقا اتخاذ شد. موقعیت گروگان، اسیر جنگی بود که تا زمان انجام مذاکرات یا تعهدات معاهده حفظ می‌شد و در عهد باستان مجازات می‌شد و در صورت خیانت یا امتناع از انجام تعهدات، مجازات می‌شد.
گروگان‌گیری به عنوان امنیت برای اجرای معاهده بین کشورهای متمدن اکنون منسوخ شده‌است. آخرین مورد در معاهده ایکس لا شاپل (۱۷۴۸) بود که به جنگ جانشینی اتریش پایان داد، زمانی که دو همتای بریتانیایی، هنری بووز هاوارد، یازدهمین ارل سافولک، و چارلز، نهمین بارون کاتکارت، به فرانسه فرستاده شدند. به عنوان گروگان برای بازگرداندن کیپ برتون به فرانسه.
در فرانسه، پس از انقلاب پریریال (۱۸ ژوئن ۱۷۹۹)، قانون به اصطلاح گروگان‌ها برای مقابله با شورش سلطنت طلبان در لاوانده به تصویب رسید. بستگان مهاجران از ولسوالی‌های آشفته گرفته و زندانی شدند و در صورت تلاش برای فرار در معرض اعدام بودند. توقیف اموال آنها و اخراج آنها از فرانسه پس از قتل یک جمهوری‌خواه، چهار قتل، با جریمه‌های سنگین برای کل بدن گروگان‌ها دنبال شد. قانون فقط منجر به افزایش قیام شد. ناپلئون در سال ۱۷۹۶ از اقدامات مشابهی برای مقابله با شورش در لمباردی استفاده کرده بود.
در زمان‌های بعدی، می‌توان گفت که رویه گروگان‌های رسمی جنگی به تضمین پرداخت کمک‌های اجباری یا بازپس‌گیری در سرزمین‌های اشغالی و اطاعت از مقرراتی که ارتش اشغالگر ممکن است صادر کند، محدود می‌شود. یا به عنوان یک اقدام پیشگیرانه، برای جلوگیری از اعمال جنگ یا خشونت نامشروع توسط افرادی که اعضای نیروهای نظامی شناخته شده دشمن نیستند.
آلمانی‌ها نیز، بین تسلیم یک شهر و اشغال نهایی آن، گروگان‌ها را به عنوان امنیت در برابر شیوع خشونت توسط ساکنان، گروگان گرفتند.

## مجازات گروگان گیری
در ماده ۶۲۱ قانون مجازات اسلامی ایران، گروگان گیری و آدم ربایی جرم شناخته شده است و در تعریف و مجازات آن چنین آمده است: هرکس به قصد مطالبه وجه یا مال یا به قصد انتقام یا به هر منظور دیگر به عنف یا تهدید یا حیله یا به هر نحو دیگر شخصاً یا توسط دیگری شخصی را برباید یا مخفی کند به حبس از پنج تا پانزده سال محکوم خواهد شد.